# Solo (música)
En la música, el solo es una pieza musical, o parte de aquella, en la cual no hay acompañamiento cantado, sino solo ejecución instrumental. En el solo suele destacarse un instrumento específico.

## Tipos de solo

### Solo en la música académica
En las piezas escritas de solo para un único instrumento se toca un instrumento polifónico como el piano, teclado, arpa, guitarra, bajo, etc. Por el contrario, cuando un instrumento monofónico ejecuta un solo (como los instrumentos orquestales de viento y cuerda), la pieza suele incluir, además de dicho instrumento solista, otros instrumentos como un piano o toda una orquesta entera. También hay piezas para instrumento monofónico.

### Solo en un concierto
En un concierto, el solo es una sección para uno o más instrumentos solistas acompañados de una orquesta. Aunque hay partes de esta sección en la que el solista lo ejecuta completamente en solitario, la mayor parte de las veces, mientras toca junto con la orquesta, su carácter distintivo y su importancia en la sección lo hacen más notable. El concierto es donde hay música para la expectativa del asistente o asistentes al concierto.

### Solo como pasajes
Así como anteriormente se explicaba la figura del solo en el concierto, en cualquier tipo de obra puede figurar una parte en la cual un instrumento se hace notable por su particular prominencia en la textura musical.

### Solo en una sección orquestal
La orquesta moderna está dividida en secciones de cuerdas, vientos (subdivididos en metales y maderas), percusión, entre otros. En estas secciones, todos los instrumentos iguales suelen tocar lo mismo (todos los primeros violines tocan lo mismo al igual que los segundos y los violonchelos también...). Pero a veces, dentro de una sección de la orquesta un instrumentista puede ejecutar un solo dentro de esta.

### Solo en la música coral y vocal
Todos los tipos de solos (antes mencionados) en lo instrumental, tienen su paralelismo en la música coral. Existen obras para orquesta u otros instrumentos, otros para voz y coro (como los conciertos, aunque para este tipo no se utiliza esa palabra), y pasajes solistas para diversas obras corales.

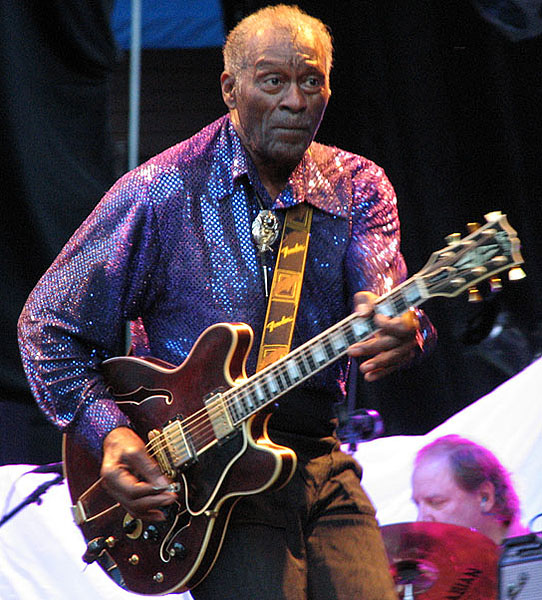
Chuck Berry ejerció influencia en muchos guitarristas de rock.

### Solo en eljazz
En los distintos tipos de jazz (desde el dixieland al jazz contemporáneo), este tipo de música se ha caracterizado por sus solos y la habilidad de sus ejecutores, además de su armonía. Existen pasajes solistas en los que solo toca un instrumento, y otros con la banda acompañando. Es muy común el solo de percusión, que generalmente toca sola o con pequeños cortes de la banda entera. Es muy común la improvisación. Hay un subgénero del jazz contemporáneo, llamado free jazz, que sobre la base de un patrón o más, todos los instrumentos, o la mayoría, hacen una improvisación.

### Solo en elrockyblues
Dentro del rock, géneros como el heavy metal y sus subgéneros, o el rock progresivo presentan al solo con más importancia que en los demás géneros. En el heavy metal, thrash metal, death metal y speed metal (generalizando bastante), los solos más comunes son los de guitarra. Bandas como Metallica, Black Sabbath, Iron Maiden, Slayer, Pantera o Dream Theater son muy reconocibles por el tipo de solos y el estilo de sus guitarristas. En contra de la creencia, en el grindcore hay bandas que presentan solos a pesar del contenido anarquista de sus letras (por ejemplo, Carcass).
Dentro del power metal son muy comunes los solos de guitarra, teclado y ambos al unísono. Un gran ejemplo de esto, son bandas como Angra o Stratovarius.

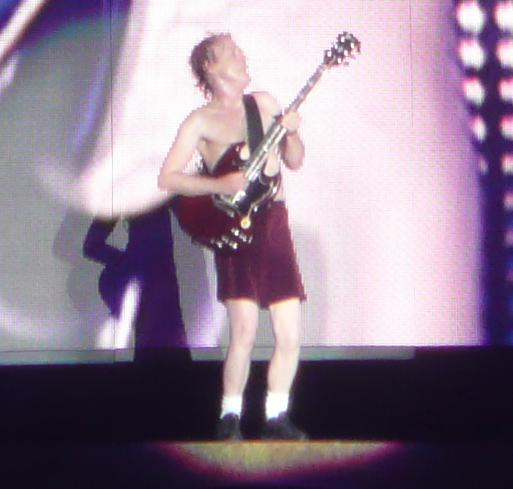
Angus Young, guitarrista de AC/DC en un solo en la canción "Let There Be Rock".

En el rock progresivo se notan las influencias del jazz, debido a que los solos son mucho más improvisados, o del estilo extenso del jazz. Los solos de teclados como los de Richard Wakeman, que usaba varios teclados con diferentes sonidos cada uno para usar uno como base y otro como lead. Ahora, con la aparición de teclados con memoria, teclista como Jordan Rudess, utilizan uno solo, cambiando de sonidos, o dos, utilizando uno como base y el otro como lead.
Guitarristas de este género como David Gilmour de Pink Floyd, dejan de lado la secuencia de notas rápidas para utilizar notas de larga duración y dejar espacio a los efectos de delay, o como John Petrucci, que al tener una gran técnica y velocidad, hacen que sus solos sean muy rápidos y difíciles de interpretar.
Uno de los grandes músicos solistas del rock fue Jimi Hendrix, que tenía un estilo muy peculiar de tocar la guitarra, siendo zurdo. Además, tal vez bajo el efecto de las drogas, tenía la costumbre de que al llegar el momento de clímax de su solo, destruía su guitarra contra el suelo o la incendiaba.
En el blues residen los impulsores de los solos, como Chuck Berry o B. B. King, que generaron estilos propios, inspirando a otros grandes como Angus Young de AC/DC, Jimmy Page de Led Zeppelin o Eric Clapton de Cream, estos dos últimos de The Yardbirds.
Uno de los más importantes en su instrumento fue John Bonham, quien ejecutaba también vertiginosos solos de batería haciendo uso de rudimentos y secuencias rítmicas con su set. Otro de los grandes bateristas del nuevo milenio, es Mike Portnoy que también se caracteriza por realizar solos muy impresionantes; usando su batería completa (la cual tiene muchos complementos), en vivo (Por ejemplo en los conciertos: Live at Budokan, Metrópolis y Score) junto a Dream Theater.
También existen los solos de bajo, siendo ejecutados con técnicas como el slapping y el popping, con el uso de la púa, o simplemente con los dedos, estos solos no son incluidos en todas las canciones al ser el bajo un instrumento que se ocupa de la sección rítmica, sin embargo, en muchas bandas el bajista se caracteriza por realizar complicadas líneas de bajo en los Breaks de la canción, como por ejemplo John Myung en vivo muchos bajistas tocan solos al público, esta cultura es muy popular tanto en el rock como en el metal. Algunos bajistas que ejecutan o ejecutaron solos (en sus canciones o en vivo) son: John Entwistle de The Who (en especial la canción "My Generation"), Geddy Lee de Rush, Cliff Burton de Metallica, Rachel Bolan de Skid Row, Steve Harris de Iron Maiden, Nikki Sixx de Mötley Crüe, Gene Simmons de Kiss, Duff McKagan (Guns N' Roses, Velvet Revolver), Flea de Red Hot Chili Peppers, David Ellefson de Megadeth, entre otros.